# Petit-Pont-Cardinal-Lustiger
Petit-Pont-Cardinal-Lustiger är en bro i Paris 4:e och 5:e arrondissement. Bron är uppkallad efter den franske kardinalen Jean-Marie Lustiger (1926–2007), ärkebiskop av Paris från 1981 till 2005. Den första bron på detta ställe över Seine uppfördes under antiken. Den nuvarande bron fullbordades år 1853; år 2013 bytte den namn till Petit-Pont-Cardinal-Lustiger. Bron förbinder Rive gauche med Île de la Cité.
Petit-Pont-Cardinal-Lustiger är den minsta bron i Paris.

## Omgivningar
- Notre-Dame
- Saint-Julien-le-Pauvre
- Saint-Séverin
- Square René-Viviani
- Parvis Notre-Dame – Place Jean-Paul-II
- Square Jean-XXIII

## Bilder
| - Petit-Pont på Truschets och Hoyaus karta över Paris från år 1552. - Notre-Dame. - Square René-Viviani med Paris äldsta träd. |

## Kommunikationer
- Tunnelbana – linje  – Saint-Michel
- Busshållplats Notre-Dame – Quai de Montebello – Paris bussnät, linje 47